# ABCアフリカ
『ABCアフリカ』（えーびーしーあふりか、原題：ABC Africa）は、2001年のイランの長編ドキュメンタリー映画である。アッバス・キアロスタミの監督による。2001年カンヌ国際映画祭のコンペティションで上映された。
ウガンダ孤児救済のための女性運動（UWESO）の努力を勉強する招待を国際連合から受けたキアロスタミは、デジタルビデオのドキュメンタリーの映像は全て撮影を終えていたが、ロケーションを探しにウガンダに行った。彼が子供たちと仕事をすることは彼の母国の外で初めてであったが、もう一度彼はその子供たちと仕事をし、彼が慣れ親しんでいる形式を使った。それでなお、イラン屈指の映画製作者は、戦禍とエイズで為す術がない200万人近い孤児の中にある楽観主義の理由を探してロケーション撮影を続けた。